# ایاهول
ایاهول (به انگلیسی: Aiahole) یک روستا در هند است که در کارناتاکا واقع شده‌است.